# Харразан
Харразан (перс. خرازان) — село в Ірані, у дегестані Харразан, в Центральному бахші, шагрестані Тафреш остану Марказі. За даними перепису 2006 року, його населення становило 47 осіб, що проживали у складі 24 сімей.

## Клімат
Середня річна температура становить 10,87°C, середня максимальна – 29,25°C, а середня мінімальна – -9,56°C. Середня річна кількість опадів – 229 мм.
| Клімат поселення                              | Клімат поселення | Клімат поселення | Клімат поселення | Клімат поселення | Клімат поселення | Клімат поселення | Клімат поселення | Клімат поселення | Клімат поселення | Клімат поселення | Клімат поселення | Клімат поселення | Клімат поселення |
| Показник                                      | Січ.             | Лют.             | Бер.             | Квіт.            | Трав.            | Черв.            | Лип.             | Серп.            | Вер.             | Жовт.            | Лист.            | Груд.            |                  |
| Середній максимум, °C                         | 5,30             | 6,15             | 10,11            | 16,88            | 22,00            | 27,84            | 29,25            | 28,90            | 24,46            | 18,16            | 11,44            | 5,90             |                  |
| Середня температура, °C                       | −2,14            | −1,28            | 2,69             | 9,46             | 14,57            | 20,42            | 24,01            | 23,66            | 19,22            | 12,92            | 6,20             | 0,67             |                  |
| Середній мінімум, °C                          | −9,56            | −8,73            | −4,73            | 2,02             | 7,13             | 12,99            | 18,77            | 18,42            | 13,99            | 7,68             | 0,99             | −4,56            |                  |
| Норма опадів, мм                              | 31               | 32               | 44               | 33               | 28               | 4                | 1                | 1                | 0                | 9                | 18               | 28               |                  |
| Середньомісячна швидкість вітру, м/с          | 1.26             | 1.89             | 2.69             | 2.93             | 2.46             | 2.31             | 2.32             | 2.18             | 2.08             | 2.02             | 1.68             | 1.19             |                  |
| Середньомісячна сонячна радіація, кДж/м²·день | 9236             | 12246            | 14846            | 18251            | 22265            | 26712            | 26073            | 23997            | 20763            | 15310            | 11049            | 9021             |                  |
| --------------------------------------------- | ---------------- | ---------------- | ---------------- | ---------------- | ---------------- | ---------------- | ---------------- | ---------------- | ---------------- | ---------------- | ---------------- | ---------------- | ---------------- |
| Джерело:                                      |                  |                  |                  |                  |                  |                  |                  |                  |                  |                  |                  |                  |                  |